# Astro Boy
Astro Boy или Tetsuwan Atom (яп. 鉄腕アトム Тэцуван Атому, «Могучий Атом») — манга и чёрно-белый аниме-сериал Осаму Тэдзуки, заложивший основы современной аниме-стилистики. Одна из наиболее известных работ Тэдзуки. Манга Astro Boy, которая публиковалась в японском журнале Shonen с 1952 года, была успешна в Японии и других странах. Первоначально она называлась Atom Taishi — «Посол Атом».
Снятое по ней аниме попало в список ста лучших анимационных сериалов IGN как первый популярный телевизионный аниме-сериал. Аниме Astro Boy — второй в истории Японии аниме-сериал и первый проект Осаму Дэдзаки, срежиссировавшего несколько серий.
После успешного проката оригинального сериала за пределами Японии было создано несколько ремейков, первый из которых был создан в 1980-е годы под названием Shin Tetsuwan Atomu, второй был создан в 2003 году (в других странах они оба были известны под тем же названием, что и оригинальный сериал — Astro Boy). В 2009 году на основе оригинальной манги Осаму Тэдзуки был создан полнометражный анимационный фильм.
История повествует о приключениях робота по имени Атом (в английском дубляже — «Астробой»). Персонаж Астробой занимает 2 строчку в списке 25 лучших персонажей аниме по версии IGN. Джонатан Клементс и Хелен Маккарти в книге The Anime Encyclopedia: A Guide to Japanese Animation Since 1917 назвали Астробоя смесью Пиноккио и Супермена.

## Сюжет
Действие происходит в мире, где андроиды живут вместе с людьми. Главный герой произведения, могущественный робот Атом, был создан учёным доктором Тэммой, главой Министерства Науки, чтобы заменить умершего сына Тобио, погибшего в автокатастрофе. Доктор Тэмма создал Атома по образу и подобию Тобио и общался с ним как со своим настоящим сыном. Однако вскоре он понял, что робот не может заменить ему Тобио, так как Атом не становился старше и не вёл себя как человек. Тэмма отрекается от Астробоя и продаёт его жестокому хозяину цирка Хамэгу. Позднее он увольняется из Министерства Науки.
По прошествии некоторого времени профессор Отяномидзу, новый глава Министерства Науки, видит Атома, выступающего в цирке, и убеждает Хамэга вернуть робота ему. Отяномидзу становится опекуном Атома и вскоре понимает, что тот наделён превосходной силой и навыками, а также теперь он способен испытывать человеческие эмоции. Отяномидзу также создаёт для Атома искусственную семью, состоящую из роботов. Атом начинает бороться со злом и несправедливостью. Большинство его врагов — это ненавидящие роботов люди, вышедшие из-под контроля роботы или инопланетные захватчики. Однажды Атому даже удаётся предотвратить бомбёжку мирной вьетнамской деревни.

## Персонажи

Астробой, один из первых аниме-персонажей, созданный Осаму Тэдзукой.

- Атом — мальчик-андроид, созданный доктором Тэммой в 2000 году. Владеет различными сверхчеловеческими способностями (например, возможность летать) и добрым детским характером, его мощность равна 100 000 лошадиных сил, а IQ равен 300. Может разговаривать на 60 различных языках мира[12][15]. Одной из отличительных черт Атома является его человечность — он всегда старается помогать окружающим[16][17]. В английском дубляже его имя — Астробой[18].
- Уран — кибернетическая сестра Атома, созданная доктором Отяномидзу. Довольно шаловливая девочка, из-за чего Атом постоянно попадает в беду. Её мощность составляет 50 000 лошадиных сил, однако она не обладает теми же оружейными характеристиками, что её брат. Она регулярно сопровождает брата во время миссий (или пытается это делать). Способна испытывать человеческие эмоции. Впервые появляется в 25 серии оригинального аниме (The Strange Birthday Present). В аниме 2003 года она обладает способностью общаться с животными. В английском дубляже её имя — Астрогёрл[15][19].
- Кобальт — кибернетический брат Атома. В английском дубляже его имя — Джетто[19].
- Уматарё Тэмма — бывший глава Министерства Науки. После кончины своего сына он решил создать робота, который бы был похож на мальчика. Но когда Тэмма понимает, что Атом не сможет вырасти, то продаёт андроида в цирк. В английском дубляже его имя — Астер Бойнтон II[18].
- Тобио — сын доктора Тэммы, погибший в автокатастрофе. В английском дубляже его имя — Астер Бойнтон III[18].
- Профессор Отяномидзу — нынешний глава Министерства Науки, борец за права роботов. Добродушный и порядочный, слегка эксцентричный[12], он выступает в качестве наставника для Атома и Уран и готов отдать жизнь за любого из них. В английском дубляже его имя — Пакадермус Дж. Элефан[15][18].
- Сюнсаку Бан — школьный учитель Атома. Одновременно является частным сыщиком, владеет боевыми искусствами. В английском дубляже его имя — Персиваль Помпоус[20].
- Таваси Кэйбу — детектив, с подозрением относящийся к роботам. В английском дубляже его имя — инспектор Гамшо[19].
- Накамура Кэйбу — полицейский, всегда носящий форму. Обычно доброжелателен к роботам. В английском дубляже его имя — начальник полиции Макклоу[19].

## История создания
Летом 1950 года главный редактор журнала Shonen издательства Kobunsha попросил Осаму Тэдзуку создать небольшую историю для журнала. Тэдзука предложил тему, связанную с японской мифологией, однако она была отвергнута. Затем Тэдзуке поступило предложение создать сериал. Тогда автор предложил научно-фантастическую тематику — в его работе должен был фигурировать город-государство под названием «Континент Атома». Однако эта идея также была признана редакторами слишком сложной и обширной, поэтому Тэдзуке было предложено сосредоточиться на персонажах. Вследствие этого автор изменил первоначально задуманное название произведения Atomu Tairiku (рус. «Континент Атома») на Atomu Taishi (рус. «Посланник Атома»). Позднее он рассказывал, что выбрал слово «атом», так как в тот период почти все японцы вели разговоры о ядерной энергии. Как и многие люди, пережившие бомбардировку городов Хиросима и Нагасаки, Тэдзука ненавидел ядерное оружие и был убеждён в том, что ядерную энергию можно использовать в мирных целях. В первоначальном варианте сценария главный герой по имени Атом не имел ни характера, ни чувств, и больше напоминал куклу. Однако редактор журнала Shonen порекомендовал Тэдзуке сделать своего героя роботом с человеческим характером, так как такой персонаж, по его мнению, мог понравиться читателям. Тэдзука изменил название своего произведения на Tetsuwan Atomu и внёс коррективы в сюжетную линию. В частности, он старался очеловечить главного героя. Прообразом главного героя выступил персонаж американских мультфильмов Майти Маус. Причёску Атома Тэдзука нарисовал по образу и подобию той, которую сам носил в молодости. В интервью 1978 года Тэдзука признался, что изначально хотел сделать главного персонажа девушкой, а единственной причиной, по которой он этого не сделал, была целевая аудитория журнала Shonen Magazine.
Стилистически изображение персонажей напоминает не более ранние произведения японской анимации, а американские черно-белые мультфильмы 1930-х годов, в частности работы Макса Флейшера про Бетти Буп и Попая. Сами персонажи Astro Boy нарисованы просто и используют округлые формы, тем самым в их образе акцент переходит на выражение лица. Именно с них в манге и аниме началась традиция изображения героев с «большими глазами».
В некоторых главах манги Тэдзука затронул темы и вопросы, которыми лично интересовался. В 1959 году им была написана глава «Иван-дурак» (англ. Ivan the Fool), название которой заимствовано из русского народного творчества. Главу Invisible Giant автор написал, черпая вдохновение от американского фильма «Муха». Глава Robot Land 1962 года была написана под влиянием творчества японского писателя Эдогавы Рампо. На протяжении всей работы над мангой Тэдзука экспериментировал с различными стилями рисования, тем самым совершенствуя качество рисунка. Кроме того, на его произведение оказал влияние театр Такарадзука, которым автор в детстве увлекался.
Идея создания анимационного сериала по мотивам манги возникла ещё в 1950-х годах, однако первоначально от неё отказались, так как, по словам аниматора Ямамото Санаэ, «на это не хватило бы даже всей анимационной индустрии». Чтобы сделать процесс менее трудозатратным, при создании телесериала Тэдзукой впервые в Японии были применены принципы «частичной анимации». Бюджет аниме был достаточно низок — около 5 000 долл. на одну серию. При переносе персонажей на телеэкран их дизайн остался верен манге.

## Адаптации
К адаптациям манги можно отнести:
- токусацу-сериал «Могучий Атом» (1959, Япония);
- аниме-сериал «Астробой» (1963—1966, Япония);
- аниме-сериал «Астробой» (1980—1981, Япония);
- серия комиксов «Оригинальный Астробой» (1987, США);
- аниме-сериал «Астробой» (2003, Япония);
- мультфильм «Астробой» (2009, Гонконг, США).

## Издания

### Манга
Манга впервые публиковалась с 1951 по 1968 годы в журнале Shonen Magazine. С апреля 1951 года по март 1952 года она короткими частями выходила под названием Atomu Taishi, однако в следующем году оно было изменено на Tetsuwan Atom. Позднее она публиковалась на английском языке издательством Dark Horse Comics в переводе Фредерика Шодта. Тэдзука первоначально задумывал своё произведение как пародию, однако по просьбе редакторов он изобразил мирное будущее, в котором преобладают наука и техника, а ядерная энергия используется в мирных целях.
В 2004 году Акирой Химэкавой была написана манга Tetsuwan Atom, художественно отличавшаяся от оригинала Тэдзуки. Она была выпущена издательством Madman Entertainment.

### Аниме
Премьера аниме состоялась в начале 1963 года по телеканалу Fuji TV, но затем показ проходил по каналу NHK. В Японии сериал стал одним из наиболее популярных. Оно стало первым аниме, выходившим получасовыми сериями в Японии. Всего было 4 сезона общей численностью 193 серии, последняя серия была показана в конце 1966 года. В 1964 году в кинотеатрах Японии был показан фильм Uchu no Yusha (англ. The Brave in Space or Hero of Space), который представлял собой 3 объединенные и раскрашенные серии.
Это было также первое аниме, показанное за пределами Японии — в том же году сериал был ввезён в США, где демонстрировался по телеканалу NBC под названием Astro Boy. Всего в Америке было продублировано и показано 104 серии. Смена названия была связана с тем, что оригинальное японское название было схоже с именем персонажа американских комиксов. Также при дубляже в перевод были внесены изменения, чтобы сгладить культурные различия. Например, обон стал церемонией, чтобы отдать дань уважения тем, кто отправился в космос и не может быть сейчас с семьей.
Действие аниме разворачивается в 2000 году, о чем не раз упоминает рассказчик, что противоречит дате рождения Атома, данной в манге — 7 апреля 2003 года. Для аниме был использован тот же дизайн персонажей, что и в манге. Новые персонажи, появлявшиеся в сериях, выполнялись в том же стиле. В то же время изображения старались облегчить, чтобы упростить анимацию, так как производство должно было успевать за расписанием выхода серий. Но несмотря на то, что фоны выполнены просто, они всегда живописны. Например, в серии The Abominable Snowman действие происходит в затерянном римском городе в Гималаях и некоторые фрески и скульптуры исполнены примечательно детализировано. Изображения самого Осаму Тэдзуки были замечены в виде камео в некоторых сериях.
В 1980 году был выпущен цветной ремейк оригинального сериала. Из двух ремейков в цвете — 1980 и 2003 года — последний выполнен лучше, но они оба оказались не в силах передать графическую силу оригинала. Атом в обоих более пассивен и не так решителен и уверен в себе, как в оригинале, что сделало его более политически корректным для позднего времени, но уже не так захватывало.

### Фильм
Анимационный фильм «Астробой» был выпущен в октябре 2009 года компанией Imagi Animation Studios. В английском дубляже Астробоя озвучивал Фредди Хаймор, доктора Тэмму — Николас Кейдж.
Ранее во время мировой ярмарки 1964 года, Осаму Тэдзука (автор манги) и Уолт Дисней провели встречу, где второй указал, что надеется создать что-то подобное Астро-бою:

### Игры
Компания Konami разработала и выпустила в 1988 году игру Tetsuwan Atom для приставки Nintendo Entertainment System. Игра была известна большим уровнем сложности, так как главный герой мог быть убит одним ударом.
В 1994 году компания Banpresto выпустила разработанную компанией Zamuse игру Tetsuwan Atom, предназначенную для приставки Super Nintendo.
Компания Sega выпустила две игры, основанные на сюжете манги и аниме. Также были выпущены версии игр для PlayStation 2, Game Boy Advance и Wii.

## Популярность и отзывы
К 1964 году объём продаж манги превысил 1 млн экземпляров.
Жители Японии заявляли о том, что своими достижениями в области робототехники они обязаны именно главному герою произведения. Главный персонаж сериала стал одним из национальных символов Японии.
Своей мангой Осаму Тэдзука дал старт развитию жанра «меха», а также заложила основы для таких направлений, как истории о космических путешествиях и гигантских роботах. Хотя и до него были мультфильмы, в которых демонстрировались темы научной фантастики, Atom стал первым, где вторжение инопланетян, космические путешествия, гигантские роботы и андроиды рассматривались настолько детально и часто. Ада Палмер отмечала, что оригинальное произведение Тэдзуки стало международным символом надежды на то, что человечество способно построить светлое будущее благодаря науке. Джонатан Клементс утверждал, что начало показа сериала Tetsuwan Atom в 1963 году ознаменовало собой новую эпоху в истории японской анимации.

## Комментарии
1. ↑  В серии The Angel of Vietnam, которая была создана Осаму Тэдзукой в 1967 году, в период войны во Вьетнаме[14].